# Cahaba Heights
Cahaba Heights és un barri de la ciutat de Vestavia Hills a l'estat d'Alabama dels Estats Units. Va ser una concentració de població designada pel cens independent fins a la seva annexió al 2002. Segons el cens del 2000 tenia 5.203 habitants.

## Demografia
Segons el cens del 2000, Cahaba Heights tenia 5.203 habitants, 2.603 habitatges, i 1.272 famílies. La densitat de població era de 989,6 habitants per km².
Dels 2.603 habitatges en un 19,7% hi vivien nens de menys de 18 anys, en un 38,1% hi vivien parelles casades, en un 8,6% dones solteres, i en un 51,1% no eren unitats familiars. En el 41,3% dels habitatges hi vivien persones soles el 8,5% de les quals corresponia a persones de 65 anys o més que vivien soles. El nombre mitjà de persones vivint en cada habitatge era d'1,99 i el nombre mitjà de persones que vivien en cada família era de 2,75.
Per edats la població es repartia de la següent manera: un 17,4% tenia menys de 18 anys, un 10,1% entre 18 i 24, un 38,4% entre 25 i 44, un 20,4% de 45 a 60 i un 13,7% 65 anys o més.
L'edat mediana era de 35 anys. Per cada 100 dones hi havia 86,6 homes. Per cada 100 dones de 18 o més anys hi havia 84,4 homes.
La renda mediana per habitatge era de 48.250 $ i la renda mediana per família de 61.759 $. Els homes tenien una renda mediana de 41.569 $ mentre que les dones 32.674 $. La renda per capita de la població era de 29.895 $. Aproximadament l'1,9% de les famílies i el 4,3% de la població estaven per davall del llindar de pobresa.

## Poblacions properes
El següent diagrama mostra les poblacions més properes.